# Endre Illés
Endre Illés (n. 4 iunie 1902, Spišský Štvrtok, Prešovský kraj, Slovacia – d. 25 iulie 1986, Budapesta, Republica Populară Ungară) a fost un scriitor, dramaturg, traducător, critic literar maghiar.

## Viața
Studiile liceale le termină în Lőcse.După bacalureat devine student la facultatea de medicină în Budapesta, în această perioadă începe să se intereseze de literatură.Primul său maestru a fost Korányi Sándor.Talentul său literar este remarcat de către Mikes Lajos, care îi facilitează apariția primelor scrieri în revistele Pesti Napló (Jurnalul de Pesta) și Az Est (Seara).
În primul său volum de nuvele, face o analiză profundă a sentimentelor umane, cu talentul unui nuvelist desăvârșit.Devine unul din cei mai apreciați critici și eseiști ai prestigioasei reviste literare Nyugat (Occidentul).Din 1938 este conducătorul literar al editurii Révai Könyvkiadó.În timpul celui de al doilea război mondial inițiază editarea operelor a mai mulți scriitori din literatura universală (Dostoievski, Thomas Mann, Anatole France, Oscar Wilde), care în epoca hortystă era socotită un gest antifascist.
După naționalizarea editurii Révai Könyvkiadó, din anul 1950, este îndepărtat din redacție; mai mulți ani fiind nevoit să lucreze în cadrul serviciului tehnic al redacției.Anii nedemni de tăcere, iau conferit totuși posibilitatea de a se perfecționa în tehnica editării.Experiența acumulată în acești ani iau fost de un real folos, atunci când devine din 1957 director al editurii Szépirodalmi Könyvkiadó(Editura pentru Literatură).În anul 1965 elaborează planul editorial al seriei de volume Magyar Remekírók (Scriitori maghiari de capodopere).Seria de volume „Clasicii literaturii maghiare” inițiat tot de el, și care debutează în anul 1973 este cel mai mare proiect editorial din toate timpurile al istoriei editurilor de carte din Ungaria.
Operele literare scrise de el, au fost influențate de scrierile lui Stendhal și Maupassant, ale căror numeroase scrieri, publicul cititor maghiar avea să le cunoască din traducerile de înaltă calitate ale lui Endre Illés.
După decesul său, survenit în anul 1986 editura Szépirodalmi Könyvkiadó a înființat un premiu literar ce poartă numele lui:Illés Endre-díj.

## Premii obținute
- premiul Kossuth-díj în 1963
- premiul Baumgarten-díj în 1937 și 1939
- premiul József Attila-díj în 1962 și 1978

## Opere literare
- 1941 Törtetők, dramă
- 1942 Zsuzsa, volum de nuvele
- 1947 A mostoha -dramă
- 1947 Kevélyek -povestiri
- 1949 Hazugok -dramă
- 1957 Történet a szerelemről és a halálról -roman și povestiri – romanul apare mai târziu separat cu titlul: Szávitri
- 1957 Krétarajzok -eseuri liteare
- 1957 Trisztán, dramă – în colaborare cu István Vas
- 1958 Hamisjátékosok -roman
- 1961 Türelmetlen szeretők -dramă
- 1962 Kettős kör -nuvele, povestiri și piese de teatru
- 1962 Homokóra (Clepsidra) )-dramă
- 1963 Rendetlen bűnbánat - dramă – în colaborare cu István Vas
- 1965 Az idegen -drame
- 1965 Gellérthegyi éjszakák -nuvele eseistice
- 1966 Száz történet-romane
- 1967 Színház -drame
- 1968 Írók, színészek, dilettánsok -volum de publicistică
- 1969 Szigorlat -povestiri
- 1969 Festett egek (1969)-dramă
- 1969 Stendhal műhelyében -volum de eseuri
- 1972 Árnyékrajzok -volum de eseuri
- 1973 Két oroszlán között -studii, memorii de călătorie
- 1974 Névtelen levelek -dramă
- 1974 Egyszárnyú madarak -dramă
- 1974 Spanyol Izabella -dramă
- 1976 A só íze -eseuri,memorii, interviuri
- 1978 Ostya nélkül -nuvele,-portrete literare, memorii
- 1979 Mestereim, barátaim, szerelmeim -eseuri
- 1982 Igézet -eseuri, nuvele descrieri de călătorie
- 1984 Szerelmeim évek múlva,  eseuri și portret
- 1985 Méhrajzás -scheciuri de portrete feminine
- 1986 Ezüstpénz -nuvele

Postume:
- 1987 Napfoltok -eseuri
- 1988 „...talpig nehéz hűségbe” -frânturi de jurnal, note de călătorie, memorii
- 1990 Levelei Mezei Máriának -scisori
- 1990 Halandók és halhatatlanok -eseuri și critici
- 2000 Belvárosi karácsony -povestiri, roman

## Traduceri
- Roger Martin du Gard: Vén Európa, roman, 1937
- François Mauriac: Fekete angyalok, roman, 1937
- Stendhal: Vörös és fekete, roman, 1950
- André Stil: A "Szajna" kifut a tengerre, povestiri, 1951
- Guy de Maupassant: Milon apó, povestiri, 1952
- Stendhal: Vörös és fehér, roman, 1953
- G. de Maupassant: Egy asszony élete, roman, 1954
- Stendhal: A pármai kolostor, roman, 1958
- Stendhal: Vanina Vanini vagy különös részletek a karbonárók utolsó titkos összejöveteléről, povestiri, 1968
- G. de Maupassant: Ékszerek, povestiri, 1973
- G. de Maupassant: Une aventure parisienne, povestiri, 1996.